# Emma Muscat
Pour les articles homonymes, voir Muscat (homonymie).
Emma Louise Marie Muscat, née le 27 novembre 1999, est une chanteuse et mannequin maltaise.

## Biographie
Née à Malte dans une famille aisée, Emma a abordé la musique dès son plus jeune âge. Elle décide de s'inscrire à l'Université des arts du spectacle. Adolescente, elle montre ses compétences en chant, en danse et en piano et commence à composer à la fois des musiques et les textes de ses chansons.
En 2016, elle sort son premier single Alone sur sa chaîne YouTube et en 2017 elle sort son deuxième single Without You.
En 2018, elle participe à la dix-septième édition du concours de talents Amici di Maria De Filippi, réussissant à entrer dans la "phase du soir" (fase serale) où elle a été éliminée en finale, terminant avec la quatrième place dans la catégorie chant et un contrat avec Warner Music Italie. À la suite de son expérience chez Amici, elle participe à « Isle of MTV 2018 » avec Jason Derulo, Hailee Steinfeld et Sigala, puis participe à nouveau l'année suivante avec Martin Garrix, Bebe Rexha et Ava Max ; plus tard, lors d'un événement musical à Malte, elle a fait un duo avec le ténor maltais Joseph Calleja et Eros Ramazzotti. Le 6 juillet 2018, elle sort son premier EP intitulé Moments, qui comprend également les deux singles précédemment sortis uniquement sur YouTube. Le single I Need Somebody sort le 2 juillet. Le 7 décembre de la même année, elle sort son premier album studio intitulé Moments Christmas Edition avec des reprises de nombreux classiques de Noël. Le 16 novembre 2018, elle a eu un duo avec le rappeur Shade dans la chanson Figurati noi.
Le 26 avril 2019, elle sort son premier single Avec moi, mettant en vedette le chanteur Biondo. Le 14 novembre 2019, elle participe au remix de la chanson à succès Sigarette du rappeur Junior Cally. Le 10 décembre, elle sort le single Vicolo cieco ; après la sortie de la chanson, elle déclare dans une interview que ce serait le premier extrait officiel de son nouvel album. Le 3 juillet 2020, elle a sorti son single Sangria, avec le rappeur italien Astol. Le titre a été certifié or en Italie et a atteint 21 millions de vues sur YouTube.
En février 2022, elle participe et remporte la sélection pour représenter Malte au concours Eurovision de la chanson 2022 avec la chanson Out of Sight avec un total de 92 points,.
Le 14 mars 2022, une nouvelle chanson intitulée "I am what I am" est publiée pour le Concours Eurovision de la Chanson 2022. Elle est cependant éliminée en demi-finale du Concours en se classant à la seizième place.

## Discographie

### Studio albums
| Titre                     | Détails                                                                                          | Meilleures positions |
| Titre                     | Détails                                                                                          | ITA                  |
| ------------------------- | ------------------------------------------------------------------------------------------------ | -------------------- |
| Moments Christmas Edition | - Sortie : 7 décembre 2018 - Label : Warner Music Italy - Format : CD, téléchargement, streaming | 47                   |

### Extended play
| Titre   | Détails                                                                                         | Meilleures positions |
| Titre   | Détails                                                                                         | ITA                  |
| ------- | ----------------------------------------------------------------------------------------------- | -------------------- |
| Moments | - Sortie : 6 juillet 2018 - Label : Warner Music Italy - Format : CD, téléchargement, streaming | 3                    |